# Kranky
Kranky è un'etichetta discografica indipendente statunitense con sede a Chicago.

## Storia
I titolari Bruce Adams e Joel Leoschke avviano l'attività di produzione musicale nel 1993 con l'intento di produrre il primo disco del gruppo post rock dei Labradford: Prazision.
Fin dall'inizio l'etichetta si orienta e si caratterizza per il caratteristico stile sperimentale, costituito da una commistione di post-rock, elettronica con molti riferimenti alla musica ambient.
Fra i maggiori musicisti che hanno fanno parte o hanno orbitato attorno all'etichetta Kranky vi sono i Godspeed You! Black Emperor, i Low, Deerhunter e i Labradford.